# سين مكدد
سين مكدد (بالإنجليزية: Sean McDaid)‏ (3 يونيو 1986 بهاروغيت في المملكة المتحدة - ) هو لاعب كرة قدم بريطاني في مركز الظهير. شارك مع منتخب اسكتلندا تحت 17 سنة لكرة القدم ومنتخب اسكتلندا تحت 19 سنة لكرة القدم ومنتخب اسكتلندا تحت 20 سنة لكرة القدم. أما مع النوادي، فقد لعب مع ليدز يونايتد ونادي دونكاستر روفرز ونادي كارلايل يونايتد.

## وصلات خارجية
- سين مكدد على موقع قاعدة بيانات كرة القدم.إي يو (الإنجليزية)
- سين مكدد على موقع Soccerbase.com (لاعب) (الإنجليزية)